# Mobilia herbowe
Mobilia herbowe (fr. Meuble héraldique) lub Figura ruchoma – godła heraldyczne umieszczane na tarczy herbowej, nazywane także figurami zwykłymi.
Stanowią liczną grupę godeł heraldycznych, czasem uważaną za jedyną i właściwą ich grupę. Jak wskazuje nazwa, obejmują wszelkie przedstawienia herbowe ruchome, w przeciwieństwie do figur heraldycznych, które zgodnie z regułami mają określone miejsce na tarczy i nie mogą być dowolnie przemieszczane.
Mobilia herbowe opisuje się po opisaniu zasadniczych barw tarczy i figur heraldycznych. Mogą występować pojedynczo lub w grupach (najczęściej 2, 3 lub 5 godeł), możliwe jest umieszczenie różnych godeł na jednej tarczy. Godła powinny dobrze wypełniać pole tarczy herbowej, nie sprawiając wszakże wrażenia wtłoczenia i nie dotykając krawędzi tarczy. Pojedyncze umieszczane są zazwyczaj centralnie, w grupach wypełniają najczęściej równomiernie pole herbu lub figury heraldycznej. Mogą być również umieszczane, zwykle w liczbie trzech, w sposób właściwy figurom heraldycznym, co uwzględnia się w opisie, mówiąc np. trzy sześcioramienne gwiazdy złote w pas (herb Gwiazdy) lub trzy błękitne głowy kozie w słup (Zerwikaptur). Gdy pole tarczy jest równomiernie wypełnione grupą najmniej trzech godeł mówi się o obłożeniu tarczy.
Mobilia mogą również, choć nieco rzadziej, występować na tarczy w dużych grupach, bez określania ilości, tworząc deseń sprawiający wrażenie wykrojenia z wzorzystej tkaniny. Krawędź tarczy w takim przypadku ucina niejako niektóre godła, które wyjątkowo mogą i muszą dotykać krawędzi. Takie rozmieszczenie mobiliów herbowych określa się jako tarczę usianą, np. dawny herb królów Francji z tarczą błękitną, usianą złotymi liliami.
Mobilia herbowe można podzielić na kilka podstawowych grup:
- Przedmioty-wytwory rąk ludzkich:
  - broń, elementy uzbrojenia (miecze, hełmy, tarcze, części zbroi, armaty)
  - części ubioru (kaptury, buty, pasy itp.)
  - narzędzia (rolnicze, stolarskie, kowalskie i in.)
  - instrumenty artystyczne (muzyczne, rzeźbiarskie i in.)
  - instrumenty naukowe i medyczne (globusy, cyrkle, stetoskopy, kleszcze, klepsydry i in.)
  - przedmioty codziennego użytku (kielichy, monety, garnki, książki)
  - przedmioty związane z religią (monstrancje, pastorały, kielichy, tablice mojżeszowe, dzwony i in.)
  - elementy architektoniczne (wieże, blanki, mury, kolumny)
  - pojazdy i ich elementy (łodzie, okręty, statki, rydwany, koła, kotwice)
  - przedmioty związane z rozrywką, sportem, grami (figury szachowe, rakiety tenisowe, piłki i in.)
  - inne przedmioty wytworzone przez człowieka

- Postaci ludzi i zwierząt:
  - postaci ludzi (nagie, ubrane, w zbrojach)
  - fragmenty ludzkiego ciała (głowy, dłonie, nogi)
  - człekokształtne postaci fantastyczne (bóstwa, giganci, diabły, fauny, harpie, syreny)
  - zwierzęta i ptaki
    - realne: konie, psy, koty, lwy, leopardy, dziki, małże, jelenie, kozy, orły, łabędzie, pszczoły, węże i in.
    - fantastyczne: smoki, wiwerny, gryfy, bazyliszki, jednorożce i in.

  - fragmenty ciał zwierząt (szpony, łapy, głowy, rogi i in.)

- Rośliny i elementy roślin:
  - kwiaty (róża, lilia i in.)
  - drzewa (dąb, sosna, palma i in)
  - trawy (zboże, kłosy, stogi siana).
  - owoce (winogrona, gruszki, żołędzie)
  - liście (akantu, dębu, wawrzynu i in.)

- Przedmioty i zjawiska astronomiczne i meteorologiczne:
  - zjawiska meteorologiczne (chmury, błyskawice, tęcze)
  - słońce, księżyc, gwiazdy, komety

- Symbole geometryczne
  - krzyże
  - gwiazdy (3,4,5,6 i więcej promienne)
  - czworokąty (romby, kwadraty, prostokąty)
  - kola i okręgi
  - figury trójwymiarowe (walce, stożki, kule)

## Przykłady mobiliów herbowych

kotwica
klucz
rożek myśliwski
głowa świętego
lew idący
wiwern
orzeł
ryby
fleur-de-lis
róża
pięciornik
zboże